# 费里耶兰达市镇
费里耶兰达市镇（瑞典語：Färgelanda kommun）是瑞典西部西约塔兰省的一个市镇。其治所位于费里耶兰达。